# 免費郵遞
免費郵遞，或稱商業回郵，是一種由郵政機構提供的郵政服務。與一般郵件不同，這是一種由收件者支付郵資的郵件，寄件者無需支付郵資。免費郵遞與預印地址及郵票信封、禮貌回郵及郵戳回郵不同的是，免費郵遞的收件者只需支付他們收到的郵件的郵資，而後三者則按照它們的發行量來收費（即無論有否回收該郵件均要付費）。
免費郵遞經常被公司用在宣傳上，公司會對潛在顧客寄出大量郵件，這些郵件通常包括信封或明信片，為了吸引他們回信，公司會向郵政局申請免費郵遞，使潛在顧客無需支付郵資就可回信。另外，雜誌社亦會在雜誌上附上長期訂閱申請表，有意訂閱的讀者可透過免費郵遞將申請表寄回雜誌社。有部分商店亦會使用免費郵遞，顧客回退某件商品時可以免費寄回來。

## 不同國家或地區的免費郵遞

### 香港
在香港，免費郵遞被稱為商業回郵，希望使用此服務的收件者需向香港郵政署署長領取牌照。
- 費用：在每封普通郵件的郵資上，加上港幣0.7元即為商業回郵的費用。
- 設計：商業回郵的信封必須按照香港郵政署的規定印刷，上面必須印有「如在本港投寄無須貼上郵票」及「郵費由持牌人支付」的字樣，信封正面亦要印上收件地址及牌照號碼。

### 臺灣
在台灣，免費郵遞有兩種，其中之一是稱為「廣告回信」，通常會在原本貼郵票的地方印上廣告回函以及特殊圖樣，如此讓顧客不需貼郵票就可郵寄，增加顧客回函的意願，通常用在售後服務、問卷調查、訂閱服務等，郵資由經過申請的收件人負擔。
另外一種是「郵政公事」與「郵政事務」，前者由郵局直接寄給客戶的函件，這種函件因為與郵政業務有關因此不需貼郵票；後者則提供用郵民眾針對郵政事務之諮詢、申請，免貼郵票寄至郵政單位所使用，而兩者皆在貼郵票之處印上「郵政公事」或「郵政事務」即可交寄。

### 
在澳洲，免費郵遞被稱為回郵支付 (Reply Paid)，郵政局會為這項服務的使用者印刷特製的信封，上面印有收件者的地址及機構號碼，並標明這是回郵支付。信封上張貼郵票的空間會被三條黑色的條紋取代。顧客可以在信封上寫字。
（為了表現外國地址的實際表示方式，以下地址例範使用英文地址的排序方式，即次序與中文地址相反）
維基媒體基金會
回郵支付 1345
郵政信箱 1453
某地 NSW 1435
後來，郵政局認為將回郵支付的號碼與郵政信箱的號碼合併可以節省書寫時間，又可以減少錯誤，因此將兩者合併。
維基媒體基金會
回郵支付 1345
某地 NSW 1435
一些重要的顧客，如稅務局，它的回郵支付號碼與郵區編號相同，以減少出錯的機會。
維基媒體基金會
回郵支付 1435
某地 NSW 1435

### 加拿大
為了配合美國的郵政系統，加拿大郵政提供的免費郵遞基本上與美國郵政服務提供的相同，不過加拿大使用自己的郵區編號。

### 美国
美國郵政服務將免費郵遞稱為商業回郵，想要使用商業回郵的收件者需按照美國郵政服務的標準設計自己的信封、明信片或標籤，並在上面附上FIM B或C的編號及商業回郵號碼。信封、明信片或標籤上的地址除了ZIP+4編號會有所不同以外，其他都按照一般郵件的方式表示。在一些大城市，商業回郵會有自己的五位數ZIP編號（例如：華盛頓哥倫比亞特區的20077及20078）。

### 其他國家
另外，其他國家亦有使用免費郵遞，不同國家之間所要求的免費郵遞的信封設計可能有差別。有時候，免費郵遞可能會用一個專有的免費郵遞號碼取代收件者的地址。除了一般的本地免費郵遞外，郵政局亦有提供國際免費郵遞，不過收件者所要支付的郵資當然會較昂貴。

## 外部連結
- 香港郵政提供的商業回郵資料
- 澳洲郵政提供的回郵支付資料
- 美國郵政服務提供的商業回郵資料
- 退回及回覆郵件 - 郵件控制方案第九章，一份美國郵政服務說明有關商業回郵的設計的文件。